# Anders Håkansson
Anders Håkansson (Munkfors, 1956. április 27. –) svéd profi jégkorongozó.

## Pályafutása
Komolyabb karrierjét a svéd ligában kezdte 1974-ben az AIK Solna csapatában, ahol 1981-ig játszott. Legjobb idényében 14 gólt és 24 pontot szerzett. Az 1976-os NHL-amatőr drafton a St. Louis Blues választotta ki a 14. kör 134. helyén. 1981-ben a Minnesota North Starshoz került. Az 1982–1983-as idényből csak öt mérkőzést játszott a North Starsban, majd a Pittsburgh Penguinshez került. 1983–1986 között a Los Angeles Kingsben játszott, majd visszavonult.

## Nemzetközi szereplés
Legelőször az 1976-os U20-as jégkorong-világbajnokság volt válogatott. A svédek az utolsó helyen végeztek. Legközelebb az 1981-es jégkorong-világbajnokságon vett részt. A négyes döntőben csak a szovjet férfi jégkorong-válogatott volt náluk jobb. Még ebben az évben megrendezték az 1981-es Kanada-kupát. Ezen a tornán utolsó előttiek, vagyis 5. lettek. Utoljára az 1984-es Kanada-kupán volt válogatott. A döntő oda-visszavágós volt és a kanadai férfi jégkorong-válogatottól kaptak ki, így ezüstérmesek lettek.

## Díjai
- Svéd bajnoki ezüstérem: 1978, 1981
- Világbajnoki ezüstérem: 1981
- Kanada-kupa ezüstérem: 1984